# Gare de Schalkwijk
La Gare de Schalkwijk (en néerlandais Station Schalkwijk) est une ancienne gare néerlandaise située à Schalkwijk, dans la province d'Utrecht.
La gare était située sur la ligne reliant Utrecht à Boxtel. Elle a été ouverte aux voyageurs de 1868 jusqu'en 1835. Le bâtiment a été démoli en 1964, les quais en 1970.